# Malika (roman)
Malika est un roman de Dominique Bona paru le 27 août 1992 aux Mercure de France et ayant reçu le Prix Interallié la même année.

## Éditions
- Malika, Mercure de France, 1992  (ISBN 2715217633).